# Красногірська сільська рада (Голованівський район)
| Красногірська сільська рада — колишній орган місцевого самоврядування у Голованівському районі Кіровоградської області з адміністративним центром у с. Красногірка. Сільській раді були підпорядковані населені пункти: - с. Красногірка - с. Манжурка |

## Склад ради
Рада складалася з 14 депутатів та голови.

### Керівний склад ради
| ПІБ                               | Основні відомості                                                         | Дата обрання | Дата звільнення |
| --------------------------------- | ------------------------------------------------------------------------- | ------------ | --------------- |
| Вискребенцев Володимир Вікторович | Сільський голова, 1962 року народження, освіта, безпартійний              | 26.03.2006   | 31.10.2010      |
| Мамонтов Сергій Васильович        | Сільський голова, 1961 року народження, освіта вища, член Партії регіонів | 31.10.2010   |                 |

Примітка: таблиця складена за даними джерела

## Населення
Згідно з переписом УРСР 1989 року чисельність наявного населення сільської ради становила 1449 осіб, з яких 610 чоловіків та 839 жінок.
За переписом населення України 2001 року в сільській раді мешкало 878 осіб.

### Мова
Розподіл населення за рідною мовою за даними перепису 2001 року:
| Мова       | Відсоток |
| ---------- | -------- |
| українська | 96,35 %  |
| російська  | 1,37 %   |
| молдовська | 1,25 %   |
| вірменська | 0,80 %   |
| польська   | 0,11 %   |